# Riu Traun
El riu Traun és un afluent del Danubi localitzat a l'Alta Àustria. Neix als Alps i té una longitud de 155 km. En el seu curs hi ha els llacs Hallstättersee i Traunsee, i desemboca al Danubi, quan arriba a la ciutat de Linz. Algunes de les ciutats per les quals passa són Bad Ischl, Gmunden, Wels i Traun.

## Galeria

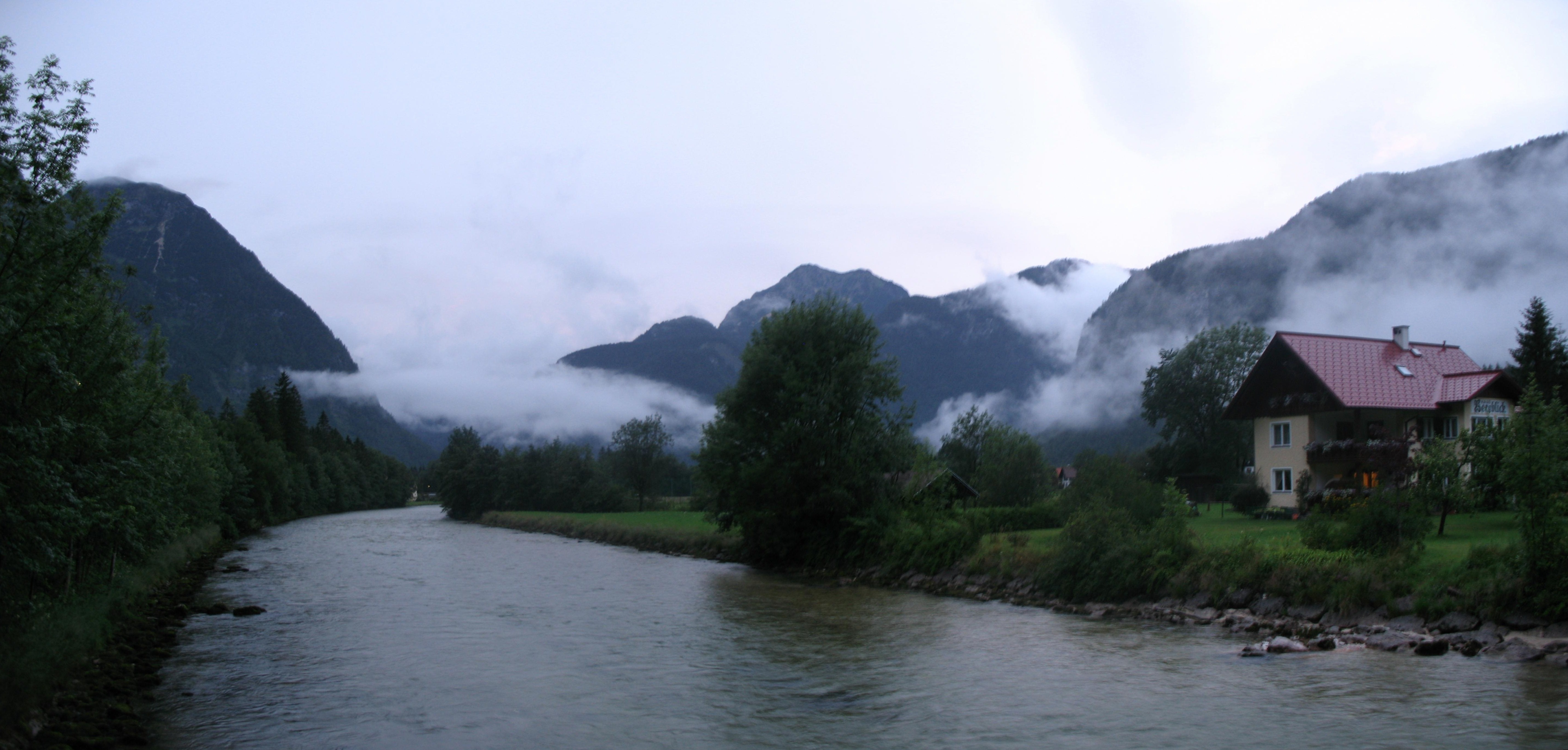
el riu Traun prop d'Obertraun
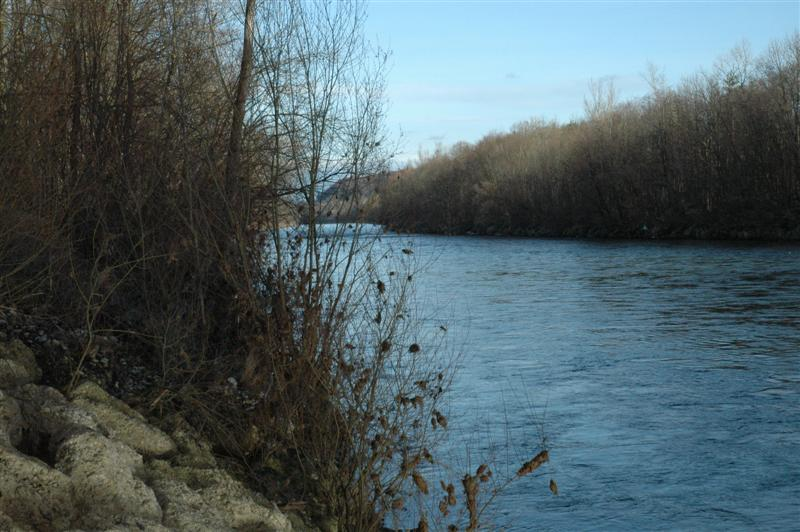
el riu Traun, a Wels
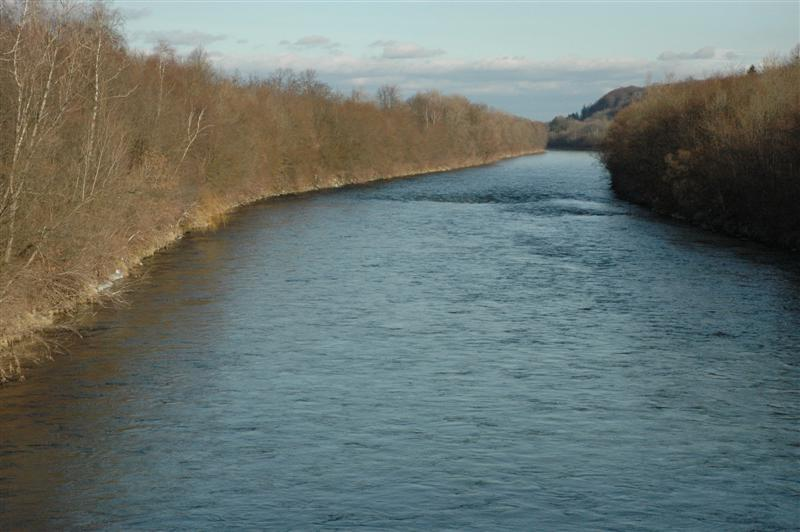
el riu Traun, a Wels